# Nogueira da Regedoura
Nogueira da Regedoura es una freguesia portuguesa del concelho de Santa Maria da Feira, con 4,87 km² de superficie y 4.998 habitantes (2001). Su densidad de población es de 1 026,3 hab/km².